# Берючевський Олексій Олексійович
Олексій Олексійович Берючевський (рос. Алексей Алексеевич Берючевский; нар. 1 липня 1940 — пом. 14 вересня 2012, Казань, Росія) — радянський футболіст, нападник, футбольний тренер. 

## Життєпис
Розпочав виступати на дорослому рівні в 1958 році в складі казанської «Іскри» в класі «Б», провів у команді три неповних сезону. У 1960 році грав за «Прогрес» (Зеленодольськ), потім проходив військову службу і виступав за команду Приволзького військового округу.
У 1964 році опинився в складі клубу вищої ліги «Крила Рад» (Куйбишев). Дебютний матч за клуб зіграв 11 червня 1964 року в Кубку СРСР проти донецького «Шахтаря» (2:1) і відзначився в ньому голом. За підсумками сезону команда стала фіналістом Кубку. Перший матч у класі «А» зіграв 15 червня, також проти «Шахтаря». Всього у вищій лізі зіграв два матчі.
З літа 1964 року в протягом чотирьох сезонів знову виступав за казанський клуб, з 1965 року грав за «Рубін». У 1965 році став срібним призером першості РРФСР серед команд класу «Б». У початку 1966 року стало автором першого гола «Рубіна» в другій групі класу «А» в грі зі «Спартаком» (Нальчик). Загалом за казанський клуб зіграв у першостях СРСР 170 матчів та відзначився 43 голвми.
В останні роки кар'єри виступав за «Автомобіліст» (Житомир) та «Нафтовик» (Бугульма).
Після завершення кар'єри гравця працював у «Рубіні» тренером. У 1978-1979 роках — головний тренер.
Помер у Казані 14 вересня 2012 року на 73-му році життя.